# トーマス・フェルマーレン
トーマス・フェルマーレン（Thomas Vermaelen、1985年11月14日 - ）は、ベルギー・アントウェルペン州カペレン出身の元サッカー選手。元ベルギー代表。ポジションはディフェンダー。
フェルメーレンやヴェルマーレンとも表記された。

## クラブ経歴

### アヤックス
5、6歳の時にKFCジェルミナル・エケレン（現在は解散）の下部組織に入団した。エケレンはオランダのアヤックス・アムステルダムと友好関係があり、2000年、15歳の時にアヤックスのユースチームに移籍した。2003年にトップチームに昇格し、2004年2月15日のFCフォレンダム戦でデビューした。この年アヤックスはエールディヴィジ優勝を果たすが、これ以降退団まで優勝を経験することはなく、最初で最後の優勝となった。
2004-05シーズンはRKCヴァールヴァイクへとレンタルされた。レギュラーポジションは掴めなかったが、エールディヴィジ初ゴールを記録。13試合出場で2ゴールとまずまずの結果を残した。2005-06シーズンにアヤックスに復帰して以降はチームの中心選手となり、KNVBカップ、ヨハン・クライフ・シャールの連覇に貢献。2008-09シーズンにはアヤックスのキャプテンに選ばれたが、チームは無冠に終わった。

### アーセナル
2009年6月19日、アーセナルFCへ移籍金1000万ポンドで移籍した。8月15日のエヴァートンFC戦でプレミアリーグデビューを果たし、プレミアリーグ初出場で初得点を記録した。その後は驚異的な早さでチームに順応し、ウィリアム・ギャラスと鉄壁のセンターバックコンビを形成。開幕からわずか数試合でクラブにおける地位を確固たるものにした。シーズンを通してチームを牽引し、加入1年目にして替えの利かない絶対的な存在となった。ただ、2010年4月14日のトッテナム・ホットスパーFCとのノース・ロンドン・ダービーにおいて前半でミカエル・シルヴェストル負傷交代し、その後シーズン終了まで復帰できなかったが、チームメイトのセスク・ファブレガスと共に2009-10シーズンのプレミアリーグのベストイレブンに選出された。
2010-11シーズンはギャラスがトッテナムへ、ソル・キャンベルがニューカッスル・ユナイテッドFCへ、シルヴェストルがヴェルダー・ブレーメンへ移籍したことにより、新加入のローラン・コシールニーやセバスティアン・スキラシ、昨シーズン終盤に怪我から復帰したヨハン・ジュルーと共にセンターバック陣の形成を期待された。しかし9月7日のEURO2012予選・トルコ戦でアキレス腱を負傷し、公式戦出場は8月28日のブラックバーン・ローヴァーズFC戦までのわずか3試合に留まった。当初は短期間で戦列に復帰できると見込まれていたが回復せず、2011年3月17日にヴェンゲル監督により2010-11シーズン中の復帰は無理と発表された。しかし、それを覆して4月28日のマンチェスター・ユナイテッドとの練習試合で復帰した。5月8日のストーク・シティFC戦では遠征メンバーに帯同し、5月15日のアストン・ヴィラ戦ではフル出場を果たした。
主将だったセスク・ファブレガスがFCバルセロナに移籍したことよって、2011-12シーズンは新主将ロビン・ファン・ペルシに次ぐ副主将となった。この年は、何度か怪我による離脱もあったがDFながらチーム3位タイの6得点をあげるなど活躍を見せた。
ファン・ペルシがマンチェスター・ユナイテッドに移籍したため、2012-13シーズンは新たに主将に就任した。しかし、2012年11月3日のユナイテッド戦で自身のクリアミスからそのファン・ペルシに先制弾を許して1-2で敗北。さらにそれ以外にもミスが目立ち、主将ながらベンチに降格。コシールニーとペア・メルテザッカーの後塵を排した。

### バルセロナ
2014年8月9日、FCバルセロナへ5年契約で移籍した。加入後も度重なる負傷によって離脱を繰り返し、チームはリーガ、コパ・デル・レイ、チャンピオンズリーグの三冠を達成するものの、自身はリーグ戦1試合のみの出場に留まった。
2015-16シーズンは開幕戦からスターティングメンバーに名を連ね、開幕2戦目の8月29日、対マラガCF戦でダイレクトボレーで決勝点となる移籍後初ゴールを決め勝利に貢献した。しかし、再び負傷によって戦列を離れ、復帰後のパフォーマンスは低調に終わりポジションを得るには至らなかった。
2016年8月8日、セリエA・ASローマへレンタル移籍した。買取オプション付きのレンタルとなる。
2017-18シーズンはバルセロナに復帰するも出場機会が得られない状態が続いたが、CBに負傷者が続出したことでレギュラー入りを果たす。12月23日のレアル・マドリードとのエル・クラシコではフル出場し無失点に貢献するなど、リーグ戦では14試合に出場した。

### ヴィッセル神戸
2019年7月27日、Jリーグのヴィッセル神戸への加入が発表された。背番号は4番。8月10日の大分トリニータ戦でスタメンでJ1デビュー。翌年1月1日、天皇杯決勝・鹿島アントラーズ戦では先発フル出場し、チーム初のタイトル獲得に貢献した。
2020年シーズンは、怪我の影響もありリーグ戦14試合のみの出場となったが、クラブ史上初のACLでは6試合に出場し、クラブのベスト4進出に貢献した。
2021年5月15日、J1リーグ第14節のセレッソ大阪戦において後半アディショナルタイムに挙げたゴールが移籍後初ゴールとなった。代表との兼ね合いもありリーグ戦23試合の出場となったが、ACL圏内で神戸のJ1最高順位となるリーグ3位に貢献。また、自身初となるJリーグ優秀選手賞に選出された。シーズン終了後に、神戸側は契約延長を望んだが、ワールドカップ出場を目指すためにヨーロッパでのプレーを望み 12月13日に契約満了で退団することを発表。

### 現役引退
2022年1月21日、現役引退してベルギー代表のコーチに就任すると報じられ、同日にベルギー代表の公式SNSと自身のInstagramで正式に現役を引退し、代表のアシスタントコーチに就任する事が発表された。前年までベルギー代表としてUEFA EUROに出場しており、現役ベルギー代表ながら引退となった。

## 代表経歴
2006年3月5日、ルクセンブルク代表戦でベルギー代表デビューを果たした。
北京オリンピックにも出場し、3位決定戦でブラジルに敗れ銅メダルを逃すも、チームの健闘を支えた。2009年10月8日からは代表のキャプテンに指名されていた。2009年11月14日の親善試合・ハンガリー戦で代表初ゴールを記録。
2014 FIFAワールドカップではグループリーグ第2戦のロシア戦のみ出場、2018 FIFAワールドカップでは3試合に出場、3位決定戦のイングランド戦でもプレー、チームの3位に貢献した。UEFA EURO 2020予選では7試合に出場(4試合でフル出場)した。
2021年5月17日、UEFA EUROに向けたベルギー代表メンバーに招集された。現役JリーガーがUEFA EUROに出場するのはドラガン・ストイコビッチ以来21年ぶりとなった。大会ではグループステージ第1戦、2戦は共に途中出場、第3戦のフィンランド戦では先発起用されると、コーナーから頭で合わせたシュートはポストに当たるも、相手GKのオウンゴールを誘い、これが決勝ゴールとなった。決勝トーナメント1回戦のポルトガル戦でも先発。クリスティアーノ・ロナウドを抑え込み、チームのベスト8入りに貢献。この日のプレーはベルギーメディアやロベルト・マルティネス監督らからも賞賛された。

## エピソード
- 2017年にテレビタレントのポリー・パーソンズと結婚し、2人の息子がいる[22]。

## 個人成績

### クラブでの成績
| 国内大会個人成績 | 国内大会個人成績 | 国内大会個人成績 | 国内大会個人成績 | 国内大会個人成績 | 国内大会個人成績 | 国内大会個人成績 | 国内大会個人成績 | 国内大会個人成績 | 国内大会個人成績 | 国内大会個人成績 | 国内大会個人成績 |
| 年度             | クラブ           | 背番号           | リーグ           | リーグ戦         | リーグ戦         | リーグ杯         | リーグ杯         | オープン杯       | オープン杯       | 期間通算         | 期間通算         |
| 年度             | クラブ           | 背番号           | リーグ           | 出場             | 得点             | 出場             | 得点             | 出場             | 得点             | 出場             | 得点             |
| オランダ         | オランダ         | オランダ         | オランダ         | リーグ戦         | リーグ戦         | リーグ杯         | リーグ杯         | KNVBカップ       | KNVBカップ       | 期間通算         | 期間通算         |
| ---------------- | ---------------- | ---------------- | ---------------- | ---------------- | ---------------- | ---------------- | ---------------- | ---------------- | ---------------- | ---------------- | ---------------- |
| 2003-04          | アヤックス       | 33               | エールディヴィジ | 1                | 0                | -                | -                | 0                | 0                | 1                | 0                |
| 2004-05          | RKC              | 3                | エールディヴィジ | 13               | 2                | -                | -                | 1                | 0                | 14               | 2                |
| 2005-06          | アヤックス       | 15               | エールディヴィジ | 24               | 3                | -                | -                | 4                | 1                | 28               | 4                |
| 2006-07          | アヤックス       | 4                | エールディヴィジ | 23               | 0                | -                | -                | 5                | 0                | 28               | 0                |
| 2007-08          | アヤックス       | 4                | エールディヴィジ | 18               | 0                | -                | -                | 0                | 0                | 18               | 0                |
| 2008-09          | アヤックス       | 4                | エールディヴィジ | 31               | 4                | -                | -                | 2                | 0                | 33               | 4                |
| イングランド     | イングランド     | イングランド     | イングランド     | リーグ戦         | リーグ戦         | FLカップ         | FLカップ         | FAカップ         | FAカップ         | 期間通算         | 期間通算         |
| 2009-10          | アーセナル       | 5                | プレミアリーグ   | 33               | 7                | 0                | 0                | 1                | 0                | 34               | 7                |
| 2010-11          | アーセナル       | 5                | プレミアリーグ   | 5                | 0                | 0                | 0                | 0                | 0                | 5                | 0                |
| 2011-12          | アーセナル       | 5                | プレミアリーグ   | 29               | 6                | 2                | 0                | 2                | 0                | 33               | 6                |
| 2012-13          | アーセナル       | 5                | プレミアリーグ   | 29               | 0                | 1                | 1                | 2                | 0                | 32               | 1                |
| 2013-14          | アーセナル       | 5                | プレミアリーグ   | 14               | 0                | 2                | 0                | 3                | 0                | 19               | 0                |
| スペイン         | スペイン         | スペイン         | スペイン         | リーグ戦         | リーグ戦         | 国王杯           | 国王杯           | オープン杯       | オープン杯       | 期間通算         | 期間通算         |
| 2014-15          | バルセロナ       | 23               | プリメーラ       | 1                | 0                | 0                | 0                | -                | -                | 1                | 0                |
| 2015-16          | バルセロナ       | 23               | プリメーラ       | 10               | 1                | 5                | 0                | -                | -                | 15               | 1                |
| イタリア         | イタリア         | イタリア         | イタリア         | リーグ戦         | リーグ戦         | イタリア杯       | イタリア杯       | オープン杯       | オープン杯       | 期間通算         | 期間通算         |
| 2016-17          | ローマ           | 15               | セリエA          | 9                | 0                | -                | -                | 0                | 0                | 9                | 0                |
| スペイン         | スペイン         | スペイン         | スペイン         | リーグ戦         | リーグ戦         | 国王杯           | 国王杯           | オープン杯       | オープン杯       | 期間通算         | 期間通算         |
| 2017-18          | バルセロナ       | 25               | プリメーラ       | 14               | 0                | 5                | 0                | -                | -                | 19               | 0                |
| 2018-19          | バルセロナ       | 24               | プリメーラ       | 9                | 0                | 1                | 0                | -                | -                | 10               | 0                |
| 日本             | 日本             | 日本             | 日本             | リーグ戦         | リーグ戦         | リーグ杯         | リーグ杯         | 天皇杯           | 天皇杯           | 期間通算         | 期間通算         |
| 2019             | 神戸             | 4                | J1               | 8                | 0                | -                | -                | 4                | 0                | 12               | 0                |
| 2020             | 神戸             | 4                | J1               | 14               | 0                | 0                | 0                | -                | -                | 14               | 0                |
| 2021             | 神戸             | 4                | J1               | 23               | 1                | 0                | 0                | 1                | 0                | 24               | 1                |
| 通算             | オランダ         | オランダ         | エールディヴィジ | 110              | 9                | -                | -                | 12               | 1                | 122              | 10               |
| 通算             | イングランド     | イングランド     | プレミア         | 110              | 13               | 5                | 1                | 8                | 0                | 123              | 14               |
| 通算             | スペイン         | スペイン         | プリメーラ       | 34               | 1                | 10               | 0                | -                | -                | 44               | 1                |
| 通算             | イタリア         | イタリア         | セリエA          | 9                | 0                | -                | -                | 0                | 0                | 9                | 0                |
| 通算             | 日本             | 日本             | J1               | 45               | 1                | 0                | 0                | 5                | 0                | 50               | 1                |
| 総通算           | 総通算           | 総通算           | 総通算           | 308              | 24               | 15               | 1                | 25               | 1                | 348              | 26               |

その他の公式戦
- 2015年
  - スーペルコパ・デ・エスパーニャ 1試合0得点
- 2020年
  - FUJI XEROX SUPER CUP 1試合0得点

| 国際大会個人成績 | 国際大会個人成績 | 国際大会個人成績 | 国際大会個人成績 | 国際大会個人成績 | 国際大会個人成績 | 国際大会個人成績 | FIFA      | FIFA      |
| 年度             | クラブ           | 背番号           | 出場             | 得点             | 出場             | 得点             | 出場      | 得点      |
| UEFA             | UEFA             | UEFA             | UEFA EL          | UEFA EL          | UEFA CL          | UEFA CL          | クラブW杯 | クラブW杯 |
| ---------------- | ---------------- | ---------------- | ---------------- | ---------------- | ---------------- | ---------------- | --------- | --------- |
| 2005-06          | アヤックス       | 15               | -                | -                | 5                | 0                | -         | -         |
| 2006-07          | アヤックス       | 4                | 5                | 0                | 2                | 0                | -         | -         |
| 2007-08          | アヤックス       | 4                | 1                | 0                | 2                | 0                | -         | -         |
| 2008-09          | アヤックス       | 4                | 8                | 1                | -                | -                | -         | -         |
| 2009-10          | アーセナル       | 5                | -                | -                | 11               | 1                | -         | -         |
| 2010-11          | アーセナル       | 5                | -                | -                | 0                | 0                | -         | -         |
| 2011-12          | アーセナル       | 5                | -                | -                | 7                | 0                | -         | -         |
| 2012-13          | アーセナル       | 5                | -                | -                | 7                | 0                | -         | -         |
| 2013-14          | アーセナル       | 5                | -                | -                | 2                | 0                | -         | -         |
| 2014-15          | バルセロナ       | 23               | -                | -                | 0                | 0                | -         | -         |
| 2015-16          | バルセロナ       | 23               | -                | -                | 3                | 0                | 1         | 0         |
| 2016-17          | ローマ           | 15               | 2                | 0                | 1                | 0                | -         | -         |
| 2017-18          | バルセロナ       | 25               | -                | -                | 1                | 0                | -         | -         |
| 2018-19          | バルセロナ       | 24               | -                | -                | 2                | 0                | -         | -         |
| AFC              | AFC              | AFC              | ACL              | ACL              | -                | -                | クラブW杯 | クラブW杯 |
| 2020             | 神戸             | 4                | 6                | 0                | -                | -                | -         | -         |
| 通算             | UEFA             | UEFA             | 16               | 1                | 43               | 1                | 1         | 0         |
| 通算             | AFC              | AFC              | 6                | 0                | -                | -                | -         | -         |

## 代表歴

### 出場大会
- ベルギー代表
  - 2014 FIFAワールドカップ
  - 2018 FIFAワールドカップ

### 試合数
- 国際Aマッチ 85試合 2得点（2006年-2021年）[23]

| ベルギー代表 | 国際Aマッチ | 国際Aマッチ |
| 年           | 出場        | 得点        |
| ------------ | ----------- | ----------- |
| 2006         | 6           | 0           |
| 2007         | 5           | 0           |
| 2008         | 5           | 0           |
| 2009         | 11          | 1           |
| 2010         | 4           | 0           |
| 2011         | 2           | 0           |
| 2012         | 7           | 0           |
| 2013         | 6           | 0           |
| 2014         | 3           | 0           |
| 2015         | 2           | 0           |
| 2016         | 8           | 0           |
| 2017         | 6           | 0           |
| 2018         | 6           | 0           |
| 2019         | 7           | 1           |
| 2020         | 0           | 0           |
| 2021         | 7           | 0           |
| 通算         | 85          | 2           |

### 得点
| 得点 | 日時           | 場所       | 相手           | スコア | 結果  | 大会               |
| ---- | -------------- | ---------- | -------------- | ------ | ----- | ------------------ |
| 1    | 2009年11月14日 | ヘント     | ハンガリー     | 2 - 0  | 3 - 0 | 親善試合           |
| 2    | 2019年9月9日   | グラスゴー | スコットランド | 0 - 2  | 0 - 4 | UEFA EURO 2020予選 |

## タイトル

### クラブ
アヤックス
- エールディヴィジ：1回 (2003-04)
- KNVBカップ：2回 (2005-06, 2006-07)
- ヨハン・クライフ・スハール：2回 (2006, 2007)

アーセナルFC
- FAカップ：1回 (2013-14)

FCバルセロナ
- リーガ・エスパニョーラ：4回 (2014-15, 2015-16, 2017-18, 2018-19)
- コパ・デル・レイ：3回 (2014-15, 2015-16, 2017-18)
- UEFAチャンピオンズリーグ：1回 (2014-15)
- FIFAクラブワールドカップ：1回 (2015)
- スーペルコパ・デ・エスパーニャ：1回 (2018)

ヴィッセル神戸
- 天皇杯 JFA 全日本サッカー選手権大会：1回 (2019)
- FUJI XEROX SUPER CUP：1回 (2020)

### 個人
- PFA年間ベストイレブン：(2009-10)